# 船原古墳

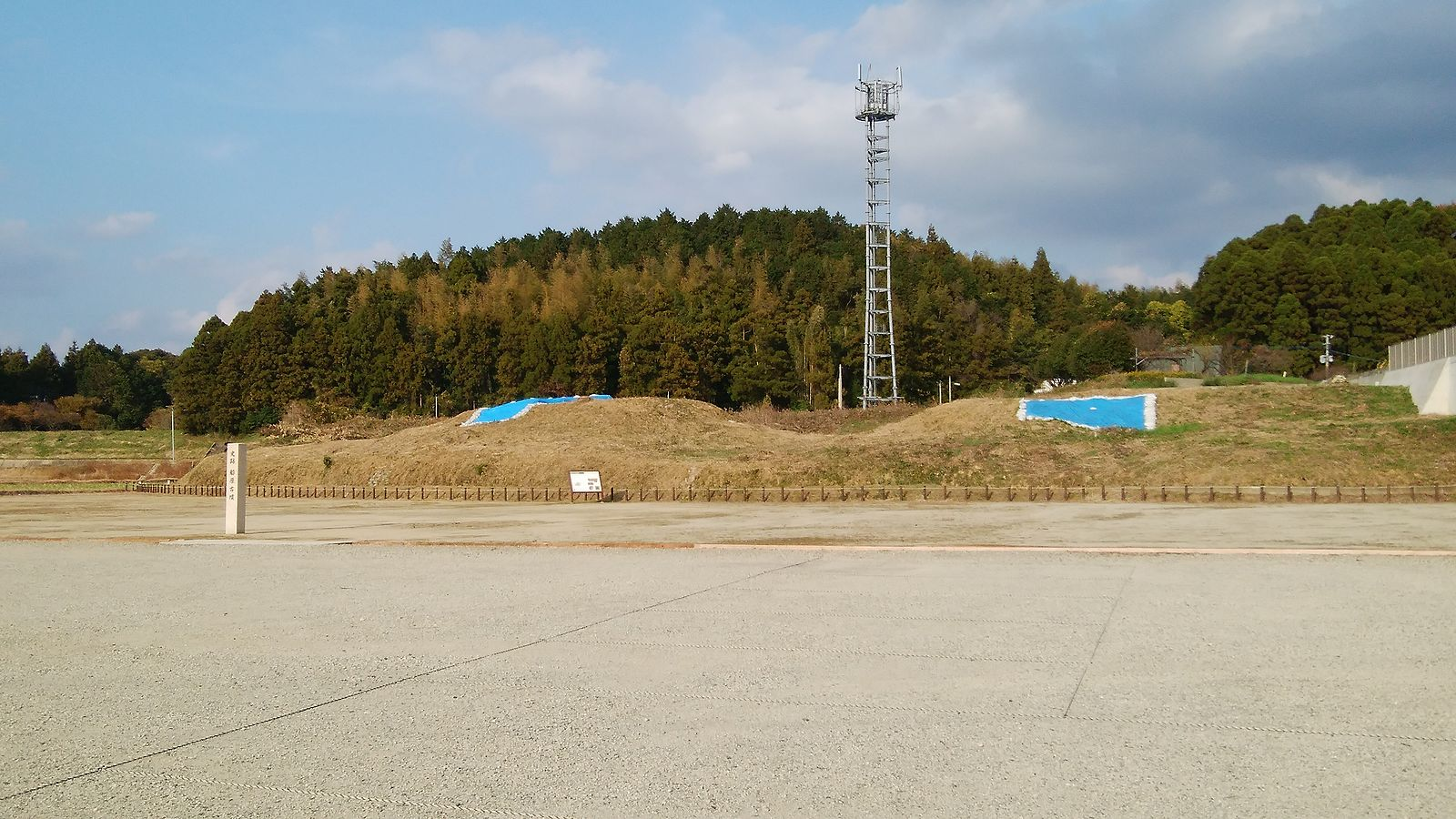
船原古墳

船原古墳（ふなばるこふん）は、福岡県古賀市にある古墳。2016年（平成28年）10月3日に古賀市では初となる国の史跡に指定された。

## 概要
6世紀末から7世紀初頭に造営されたと推測されている前方後円墳である。現存部の長さは37.4mで、復元した全長は45m以上と推測される。中央に緑色のガラス玉がはめ込まれた辻金具等、国内では初のシャンデリア状の金銅製馬具装飾、金属製武器などが出土した。馬具の豪華さは奈良県の国宝藤ノ木古墳の出土品クラスに匹敵するとされる。国内では初となる玉虫装飾の杏葉など貴重な出土品も確認された。
1995年に農地改良のための造成中に発見された。その後、2012年に圃場整備事業の際に発掘調査を実施し、翌2013年3月末に金銅製・鉄製の馬具などの遺物が多数埋納されていることが明らかになったため、同年度から2015年度まで発掘調査を継続して実施した。
発掘終了後に石室・遺物埋納坑ともにふさがれたため内部は見学できない。2018年4月に古墳に隣接して広場と駐車場が設けられており、外観の見学が可能である。公共交通利用の場合は古賀駅より西鉄バス1番（こもの行き）乗車「谷山」バス停が最寄り。